# Chlum-Korouhvice
Chlum-Korouhvice – miejscowość i gmina (obec) w Czechach, w kraju Wysoczyna, w powiecie Zdziar nad Sazawą. W 2022 roku liczyła 39 mieszkańców.